# 小松和重
小松 和重（こまつ かずしげ、1968年2月24日 - ）は、日本の俳優。東京都出身。大人計画所属（マネージメント契約のみ）。

## 人物・来歴
1992年6月、倉森勝利、平田敦子、久ヶ沢徹らとともに劇団「サモ・アリナンズ」を結成し、座長となる。
2004年からはサモ・アリナンズの劇団内劇団「劇団ワンダフルズ」を結成。
松尾スズキ、串田和美、長塚圭史、ケラリーノ・サンドロヴィッチ、野田秀樹など数々の演出家の外部公演に多数出演。
テレビドラマでは宮藤官九郎作品に多く起用されている。

## 出演

### テレビドラマ

#### NHK
- 刑事の現場（2008年） - 岡島
- 監査法人（2008年） - 羽鳥実
- 祝女〜shukujo〜（2010年） - パラディッソ佐伯（オークション司会者）
- NHKスペシャル「緒方貞子 戦争が終わらない この世界で」（2013年） - 緒方四十郎
- 紅白が生まれた日（2015年）[2] - アナウンサー田辺
- プライムS 園山俊二と「国境の二人」（2015年） - 右国兵
- トットてれび（2016年） - 三木のり平
- 大河ドラマ
  - おんな城主 直虎（2017年） - 昊天
  - べらぼう〜蔦重栄華乃夢噺〜 第26回（2025年） - 水野忠友[3]
- 絆〜走れ奇跡の子馬〜（2017年） - 高橋稔
- 我が家の問題（2018年） - 三十島恭介
- これは経費で落ちません!（2019年） - 住谷光男
- エール（2020年） - 中井潤一
- ミニドラマ「悲熊」（2020年） - 矢口さん[4]
  - ミニドラマ「悲熊2」（2021年）
- しずかちゃんとパパ（2022年） - 圭一の父
- 雲霧仁左衛門6（2023年） - 十阿弥哲斎
- 大奥 Season2「医療編」（2023年） - 杉田玄白
- 特集ドラマ「広重ぶるう」（2024年） - 川口屋[5]

#### 日本テレビ
- トンスラ（2008年）
- アイシテル〜海容〜（2009年） - 小泉刑事
- 三毛猫ホームズの推理（2012年） - 北村章
- 泣くな、はらちゃん（2013年） - 警官
- 花咲舞が黙ってない 第2シリーズ（2015年） - 中村昌弘
- ゆとりですがなにか（2016年） - 太田先生
  - ゆとりですがなにか 純米吟醸純情編（2017年）
- 時をかける少女（2016年） - 芳山恭司
- イノセンス 冤罪弁護士（2019年） - 松本刑事

#### TBS
- オヤジぃ。（2000年）
- ケータイ刑事 銭形愛（2003年） - 鴨志田猛
- うぬぼれ刑事（2010年） - 町田警部
- 専業主婦探偵〜私はシャドウ（2011年） - 亀吉オーナー
- 運命の人（2012年） - 山本勇
- 天魔さんがゆく（2013年） - 槇原茂
- 脱線刑事（2015年） - 春日英輔
- ダメな私に恋してください（2016年） - 森努
- わたし、定時で帰ります。（2019年） - 武田龍一郎
- 半沢直樹 2020年版（2020年） - 深尾貴洋
- 恋する母たち（2020年） - 柳常務
- 俺の家の話（2021年） - 主治医・大迫
- #家族募集します（2021年） - 枕崎由多加[6]
- ワンルームエンジェル（2023年） - 高科さん
- 月曜ミステリー劇場「ひまわりさん2」（2005年）
- 月曜名作劇場 「森村誠一サスペンス 魔性の群像 刑事・森崎慎平5」（2019年） - 池田久光

#### フジテレビ
- 「踊る大捜査線 THE MOVIE」完成記念番組 踊る大予告編 秋の全国一斉バイアグラ取り締まりスペシャル（1998年）
- 役者魂!（2006年）
- 出るトコ出ましょ!（2007年） - 小澤
- スミレ16歳!!（2008年） - 購買部・夫
- 33分探偵（2008年） - 妙にバランスをとっていた漁師
- おくさまは18歳（2011年、フジテレビTWO）
- 刑事・鳴沢了2 〜偽りの聖母〜（2011年） - 高嶋徳郎
- 世にも奇妙な物語
  - 世にも奇妙な物語'13 春の特別編「AIRドクター」（2013年） - 乗務員B
  - 世にも奇妙な物語 '20秋の特別編「タテモトマサコ」（2020年） - 飯田部長
- ショムニ2013（2013年） - 三次章治
- すべてがFになる（2014年） - 大御坊安朋
- バスケも恋も、していたい（2016年）
- 貴族探偵（2017年） - 金谷沢広成
- 警視庁いきもの係（2017年） - 出倉信司
- SUITS/スーツ（2018年） - 毛利徹
- 不甲斐ないこの感性を愛してる（2019年）
- ラジエーションハウス〜放射線科の診断レポート〜（2019年） - 谷山医師
- 競争の番人（2022年） - 駒場直樹
- 金曜プレミアム「船越英一郎殺人事件」（2018年） - 畑山刑事

#### テレビ朝日
- 秘密（2010年） - 土谷正彦
- 11人もいる!（2011年） - 尾女田先生
- 13歳のハローワーク（2012年） - 佐々木紀夫
- 都市伝説の女（2012年） - 戸崎稔
- 松本清張没後20年特別企画 ドラマスペシャル 波の塔（2012年） - 梨本秀雄
- ドクターX〜外科医・大門未知子〜（2012年） - 白木透
- 相棒 season12（2013年） - 佐野陽一
- 私の嫌いな探偵（2014年） - 中原圭介
- ゼロの真実〜監察医・松本真央〜（2014年） - 佃健太郎
- DOCTORS3 最強の名医（2015年） - 李羊羊
- 就活家族〜きっと、うまくいく〜（2017年） - 山田
- 岐阜にイジュー!（2017年、メ〜テレ） - 伊勢谷昇
- 明日の君がもっと好き（2018年） - 聖誠実
- 遺留捜査（2018年） - 和久井昌平
- 刑事7人
  - SEASON5（2019年） - 渡辺郁夫
  - SEASON9（2023年） - 水島泰之
- 桜の塔（2021年） - 水樹鉄朗[7]
- 警視庁アウトサイダー（2023年） - 矢上慶太
- 科捜研の女 season23（2023年） - 井手誠人[8]
- マルス-ゼロの革命-（2024年） - 森茂雄[9]
- 特捜9 season7 第3話（2024年4月17日） - 小松翔吾[10]
- 土曜ワイド劇場
  - 「森村誠一の終着駅 新宿着スーパーあずさ22号 殺人同乗者!!」（2010年） - 林哲司（編集長）
  - 「ホゴカン 熱血保護司・村雨晃司の事件簿」（2013年） - 村雨健司
  - 「犯罪心理学教授・兼坂守の捜査ファイル」（2014年） - 渡辺
  - 「天才刑事・野呂盆六ファイナル」（2015年） - 吉田一雄
- 日曜プライム「警視庁・捜査一課長 スペシャル」（2019年） - 草津圭太
- しあわせな結婚（2025年） - 臼井義男[11]

#### テレビ東京
- デリパンダ〜おしゃべりデリ坊、東京ド真ん中配達中〜（2008年）
- 電影少女 -VIDEO GIRL MAI 2019-（2019年） - 太田和夫[12]
- アノニマス〜警視庁“指殺人”対策室〜（2021年） - 真壁清二
- 今野敏サスペンス 警視庁強行犯係 樋口顕（2021年） - 相沢和史
- らせんの迷宮〜DNA科学捜査〜（2021年） - 遠山静夫
- 水曜ミステリー9
  - 「ドクターハート 薮田公介の事件カルテ」（2014年 - ） - 根岸秀一
  - 「トカゲの女2 警視庁特殊犯罪バイク班」（2015年） - 村田和男
- 月曜プレミア8
  - 「作家刑事 毒島真理」（2020年） - 御厨検視官

#### WOWOW
- バイバイ、ブラックバード（2018年） - ラーメン店の客
- 孤高のメス（2019年） - 丸橋洋一
- そして、生きる（2019年） - レストランのオーナー
- 密告はうたう2 警視庁監察ファイル（2024年） - 庄司

### 配信ドラマ
- 深夜食堂 -Tokyo Stories Season2-（2020年、Netflix） - 信田ユキオ
- 桜の塔アナザーストーリー（2021年、TELASA） - 水樹鉄朗[13]

### 映画
- セカンドチャンス（1999年） - 米俵一也
- ジュブナイル（2000年） - 高野田の父
- 赤線（2004年） - カフウ
- 嫌われ松子の一生（2006年）
- カインの末裔（2007年） - ナオジ
- 釣りバカ日誌18 ハマちゃんスーさん瀬戸の約束（2007年）
- 魍魎の匣（2007年） - 山嵜孝鷹
- 隠し砦の三悪人 THE LAST PRINCESS（2008年） - 又七
- 非女子図鑑「死ねない女」（2009年） - 野村刑事
- かずら（2010年）
- つやのよる ある愛に関わった、女たちの物語（2013年）
- 謝罪の王様（2013年） - 被害者A
- 日本のいちばん長い日（2015年） - 鈴木一
- 君の膵臓をたべたい（2017年） - 教務主任
- 響 -HIBIKI-（2018年） - 藤野弘[14]
- 劇場版 架空OL日記（2020年） - 副支店長
- ゆとりですがなにか インターナショナル（2023年） - 太田
- ミッシング（2024年） - テレビ局の番組デスク[15]
- フロントライン（2025年）

### オリジナルビデオ
- 新・痴漢白書3（1999年） - AV監督杉村

### 舞台
- 漂流劇 ひょっこりひょうたん島』（2015年、Bunkamura シアターコクーン ほか） - テケ 役
- キャバレー（2017年1月 - 2月、EX THEATER ROPPONGI / KAAT神奈川芸術劇場 ほか） - シュルツ 役
- ニンゲン御破算（2018年6月7日 - 7月15日、Bunkamuraシアターコクーン / 森ノ宮ピロティホール） -　豊田 役
- マニアック（2019年1月19日 - 29日、森ノ宮ピロティホール、2月5日 - 27日、新国立劇場 中劇場） - 柴賀 役
- NODA・MAP 第25回公演『Q：A Night At The Kabuki Inspired by A Night At The Opera』（2022年7月29日 - 10月30日、東京芸術劇場 ほか） - 平の水銀 / 平の白金 役[16]
- ハイバイ20周年『て』（2024年12月19日 - 2025年2月2日、本多劇場 ほか）[17]
- サモ・アリナンズプロデュース第28弾『蹂躙さん』（2025年3月23日 - 31日、下北沢ザ・スズナリ）[18]
- キャッシュ・オン・デリバリー（2025年12月5日 - 2026年1月12日〈予定〉、THEATER MILANO-Za / COOL JAPAN PARK OSAKA WWホール） - ミスター・ジェンキンズ 役[19]